# Universitat Mohammed V
La Universitat Mohammed V (àrab: جامعة محمد الخامس, Jāmiʿat Muḥammad al-Ḫāmis; francès: Université Mohammed-V de Rabat), ubicada a Rabat, al Marroc, va ser fundada l'any 1957 en virtut d'un reial decret (dahir). És la primera universitat moderna del Marroc després de la Universitat d'al-Qarawiyyin, a Fes.

## Història
La universitat es va fundar el 1957. Porta el nom de Muhàmmad V, rei del Marroc que va morir el 1961.
El 1993, es va dividir en dues universitats independents: la Universitat Mohammed V d'Agdal i la Universitat Mohammed V de Souissi.
El setembre de 2014 les dues universitats es van fusionar en una sola, coneguda com a Universitat Mohammed V, però mantenint els dos campus. La universitat compta amb un total de 18 col·legis a partir del 2020.

## Antics alumnes
- Mohammed Abed Al Jabri, acadèmic i filòsof marroquí; es va graduar a la universitat amb una llicenciatura en filosofia el 1967 i un doctorat el 1970.[1]
- Rafik Abdessalem, ministre d'Afers Exteriors del primer ministre Hamadi Jebali, es va llicenciar en filosofia per la Universitat Mohammed V.[2]
- Laila Lalami, novel·lista marroquina que ara treballa als Estats Units, finalista 2015 del Premi Pulitzer per The Moor's Account.
- Nabila Mounib, la secretària general del Partit Socialista Unificat .
- Ahmed Toufiq, escriptor i historiador marroquí que ha estat ministre d'Afers Islàmics al govern del Marroc .
- Moulay Rachid del Marroc Príncep del Marroc.
- Mohammed VI del Marroc, rei del Marroc.
- Zohour Alaoui, ambaixador del Marroc a Suècia i representant permanent del Marroc davant la UNESCO